# Chrysina erubescens
Chrysina erubescens es una especie de escarabajo del género Chrysina, familia Scarabaeidae. Fue descrita científicamente por Bates en 1888.
Especie nativa de la región neotropical. Habita en México.